# Cần Thơ (stad)

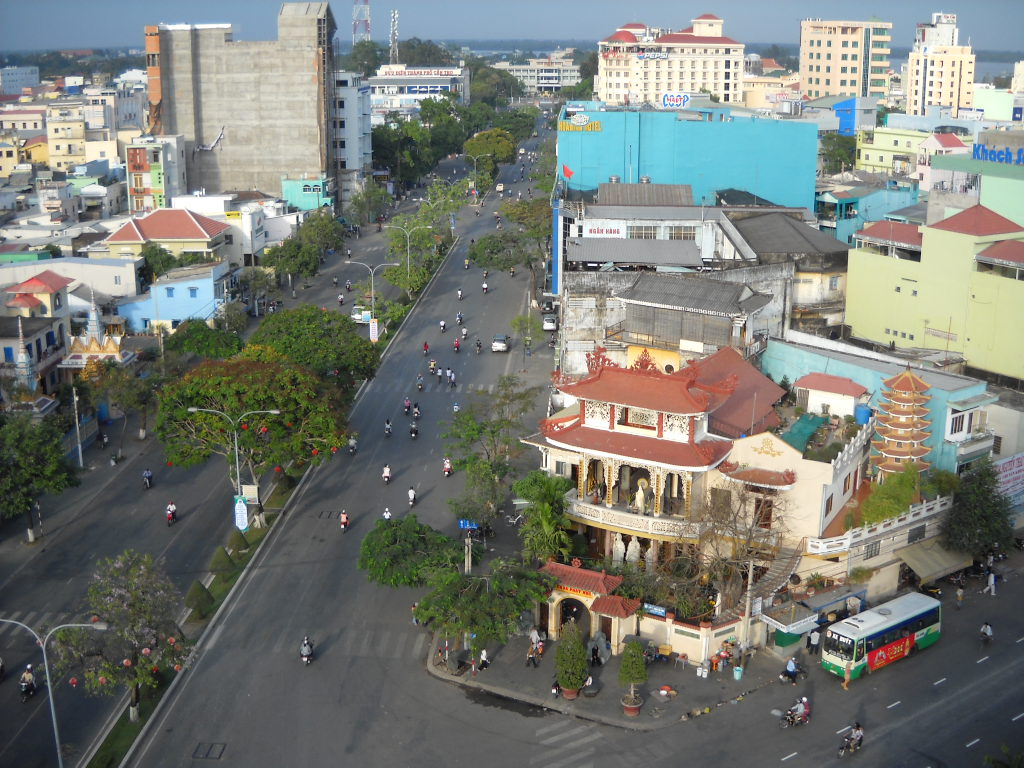
Het centrum van Cần Thơ

Cần Thơ is een stad in de Mekong-delta van Vietnam, die bestuurstechnisch gezien op gelijke hoogte met de provincies staat. Het ligt op de linkeroever van de Hậu (sông Hậu) in de Mekongvlakte.

## Aardrijkskundig
Cần Thơ ligt in de tropische regio en kent twee seizoenen: het regenseizoen (van mei tot november) en het droogseizoen (van december tot april). De gemiddelde vochtigheid bedraagt 83%, de jaarlijkse regenval is gemiddeld 1635 mm en de gemiddelde temperatuur is 27°C.
Cần Thơ ligt aan de Hậu, een van de zijrivieren van de Mekong. Bekend is de Brug van Cần Thơ. Deze tuibrug werd gebouwd tussen 2004 en 2008. De bouw van deze brug kwam in 2007 in het nieuws, doordat deze gedeeltelijk instortte. 54 mensen verloren hierbij hun leven.

## Geschiedenis
In vroeger tijden heette Can Tho "Tay Do" (Tây Đô, de hoofdstad van het westen). De stad was bekend om enkele plaatsen zoals onder andere de stopplaats van Nin Kieu (bến Ninh Kiều) en de veerpont van Cần Thơ (phà Cần Thơ). Tegenwoordig is men bezig met de bouw van een brug.
Vroeger (van 1976 tot 1991) was Can Tho de hoofdstad van de oude provincie Hậu Giang (tỉnh Hậu Giang củ). Aan het eind van 1991 werd de provincie Hậu Giang gesplitst in twee provincies: Cần Thơ en Sóc Trăng. De stad Cần Thơ werd daarbij de hoofdstad van de gelijknamige provincie. In die tijd grensde de stad Cần Thơ in het noordoosten en het oosten aan Vinh Long, in het zuidoosten aan het district Chau Thanh (huyện Châu Thành), in het zuidwesten aan het district Chau Thanh A (huyện Châu Thành A) en in het westen en noordwesten aan het district O Mon (huyện Ô Môn). De totale oppervlakte van de stad bedroeg 141 km². Volgens de statistieken van 1985 waren er toen 274 duizend inwoners.
De eerste januari 2004 werd de provincie Can Tho gesplitst in de stad Can Tho (met provinciale bevoegdheden) en de huidige provincie Hau Giang.
Na meer dan 120 jaar van ontwikkeling is de stad het belangrijkste centrum van de Mekongvlakte wat betreft economie, cultuur, wetenschap en techniek.

## Districten
- Stadsdistricten (Quận): Ninh Kieu, Binh Thuy, Cai Rang en O Mon
- Landelijke districten (Huyện): Phong Dien, Co Do, Thot Not en Vĩnh Thạnh

## Transport
Door Cần Thơ lopen enkele interprovinciale wegen, zoals de Quốc lộ 91 naar An Giang, de Quốc lộ 80 naar Kiên Giang en de Quốc lộ 1A naar de provincies in de Mekongvlakte zoals Soc Trang, Bac Lieu en Ca Mau. Deze laatste wordt onderbroken door de Haurivier, met aan de ene oever de provincie Vinh Long en aan de andere Cần Thơ. De verbinding wordt verzorgd door een overzetboot. In de toekomst moet een brug deze vervangen.
De stad ligt aan de oevers van de Hậu, die deel uitmaakt van het stroomsysteem van de Mekong. Deze laatste stroomt door zes landen en is vooral belangrijk in Laos, Thailand en Cambodja. Schepen transporteren er tot duizend ton en kunnen makkelijk van de voorgenoemde landen naar Can Tho varen. Daarbij heeft de lijn Can Tho - Xa No - Cai Tu een belangrijke verbinding tussen Ho Chi Minhstad, de provincie Hau Giang en de provincie Ca Mau. De stad heeft drie havens: de Haven van Can Tho (Cảng Cần Thơ) die schepen kan ontvangen tot tienduizend ton, de Haven van Tra Noc (Cảng Trà Nóc) met drie grote entrepots met een capaciteit van 40 duizend ton (zodat de haven tot 200 duizend ton goederen per jaar kan verwerken) en de Haven van Cai Cui (Cảng Cái Cui) voor schepen van tien tot twintig duizend ton, met een capaciteit om meer van vier miljoen ton per jaar te verwerken.
De stad beschikt over het vliegveld van Tra Noc (sân bay Trà Nóc).

## Economie
De belangrijkste industrie in Can Tho is rijst. In de veeteelt zijn de varkens en het gevogelte het belangrijkst. Verder is toerisme een belangrijke bron van inkomsten, en vooral het ecotoerisme. Er zijn ook heel wat regionale gerechten die bij bezoekers in trek zijn.

## Onderwijs
In Can Tho zijn enkele universiteiten: de Dai hoc Cần Thơ (trường Đại học Cần Thơ, Universiteit van Cần Thơ), de Dai hoc Y Duoc Cần Thơ (trường Đại học Y Dược Cần Thơ, Geneeskundige Universiteit van Cần Thơ) en de Dai hoc Tai chuc (Đại học Tại chức, Universiteit voor Werkenden, waar het mogelijk is tegelijkertijd te studeren en te werken).
Er is ook onderzoeksinstituut, het Cuulongdelta-Rijstinstituut (Viện lúa Đồng bằng sông Cửu Long).

## Fotogalerij

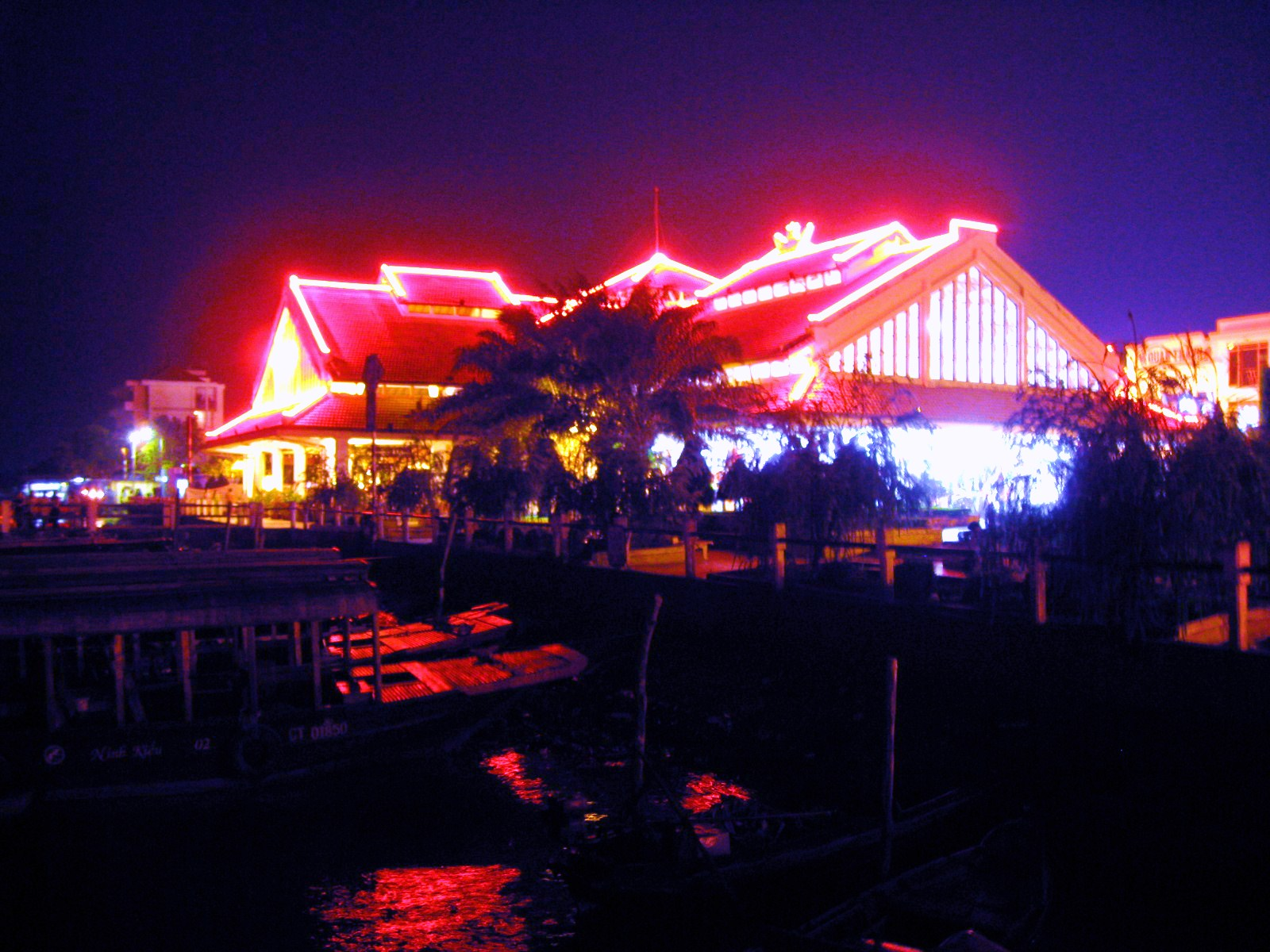
Ben Ninh Kieu
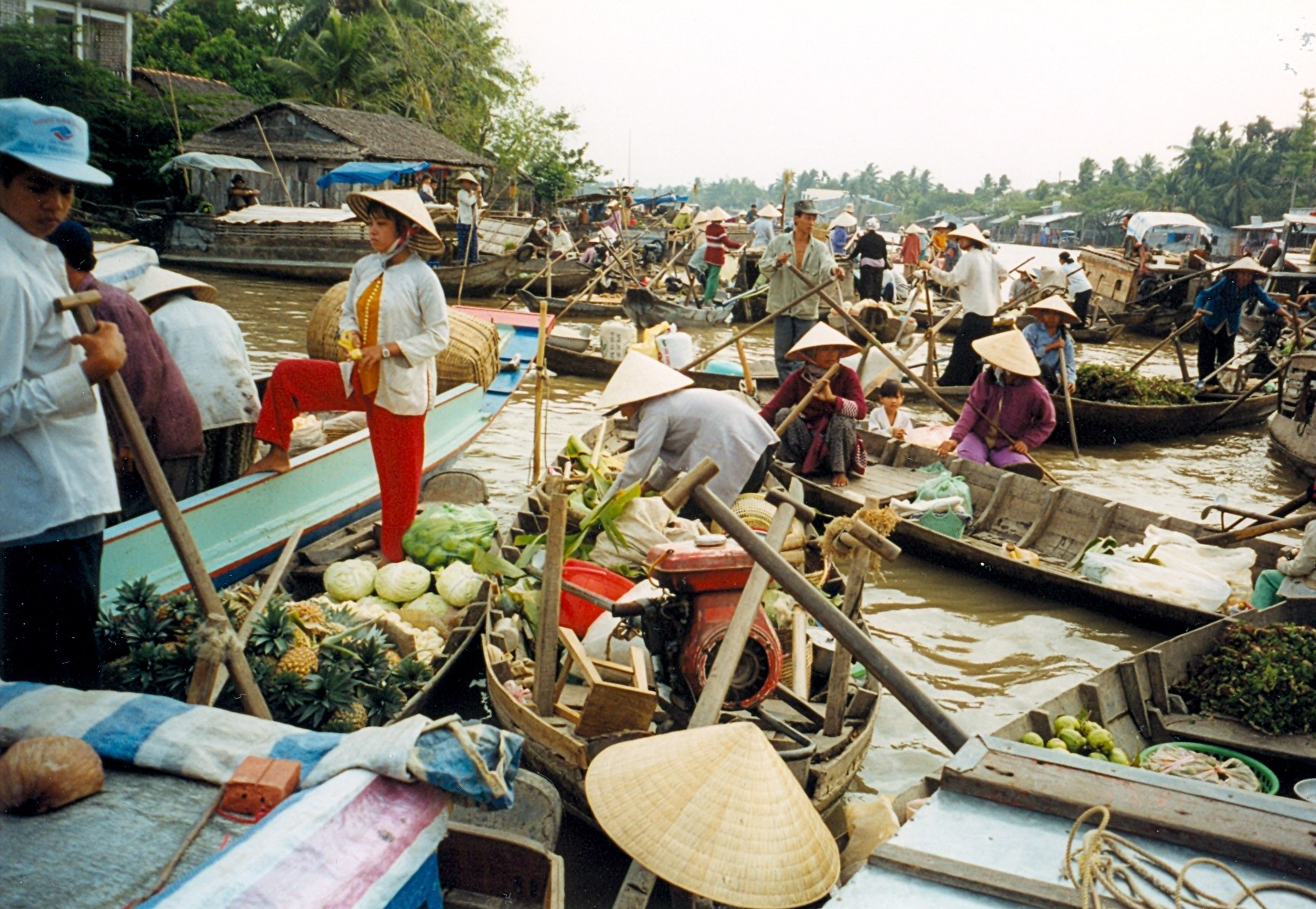
De drijvende markt van Can Tho
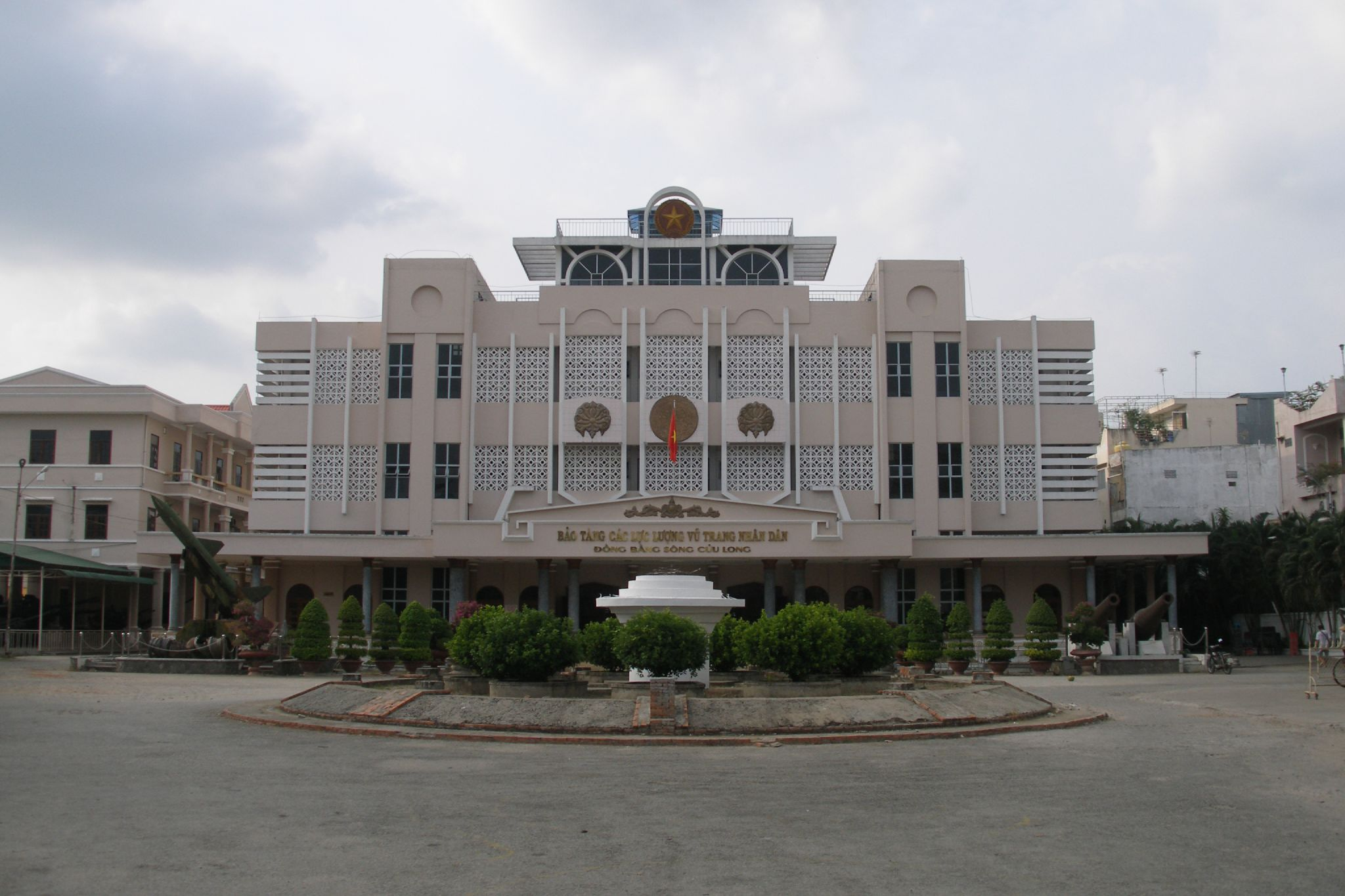
Museum of People's Armed Forces
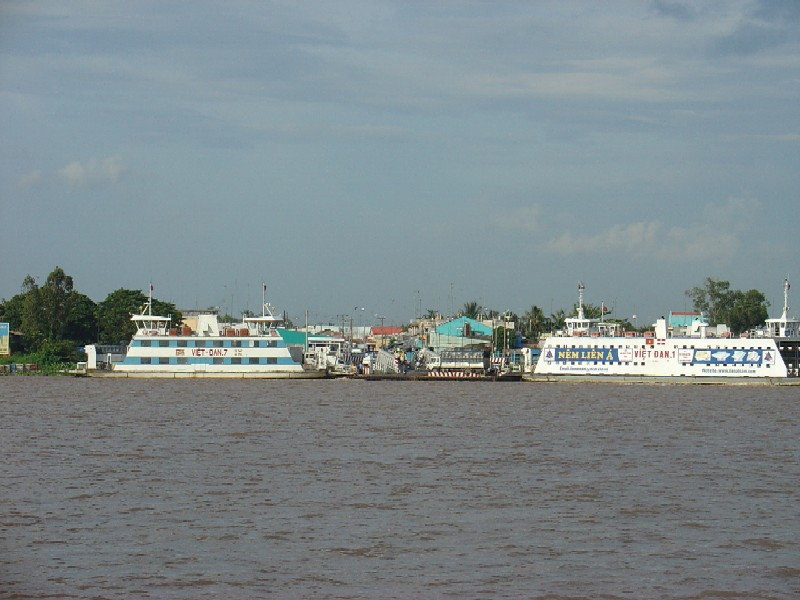
De veerpont van Can Tho
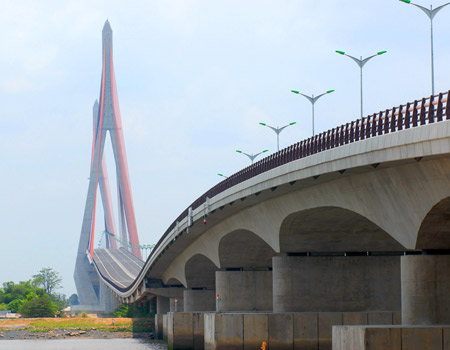
Brug van Cần Thơ
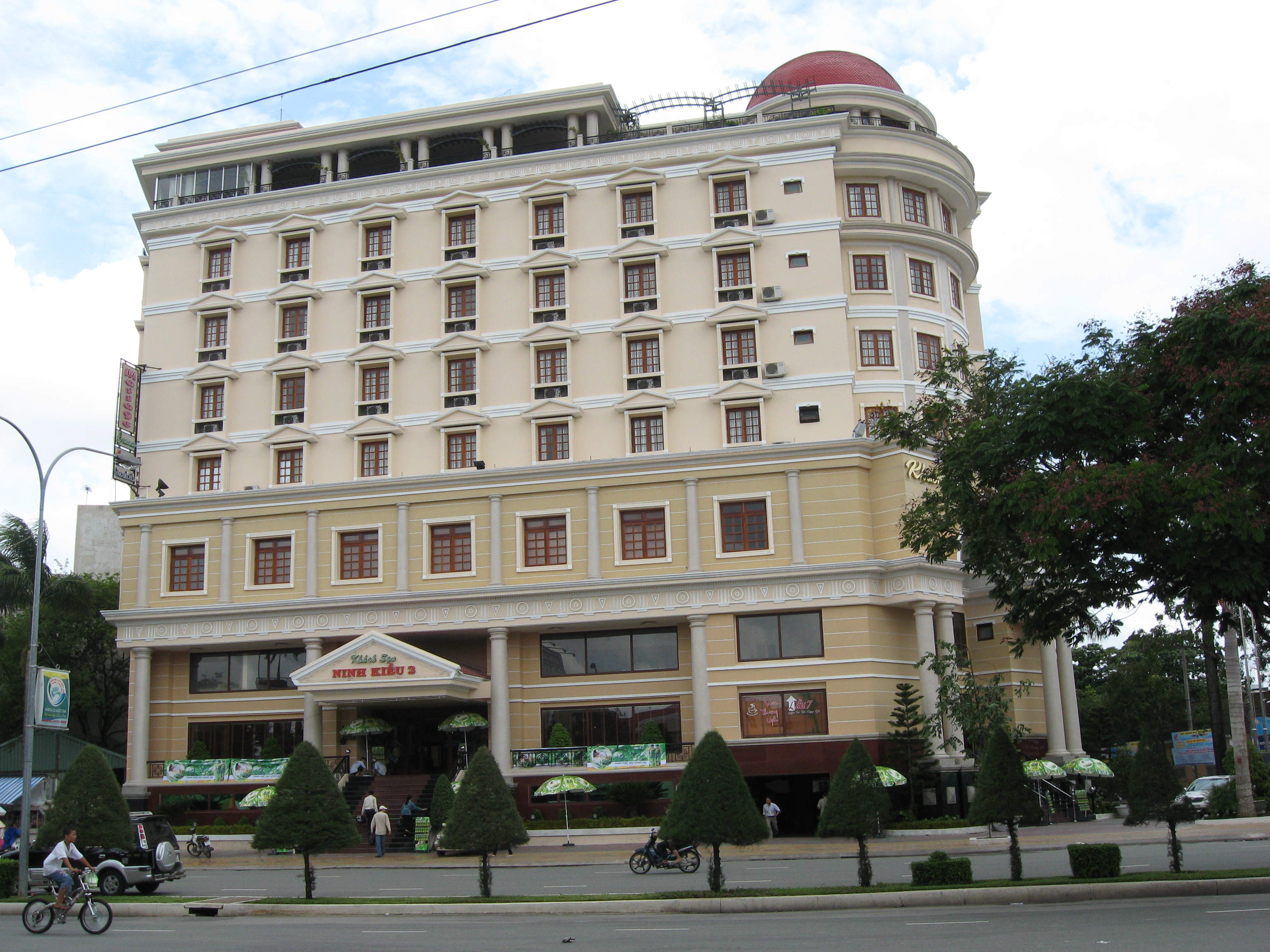
Ninh Kieu Hotel
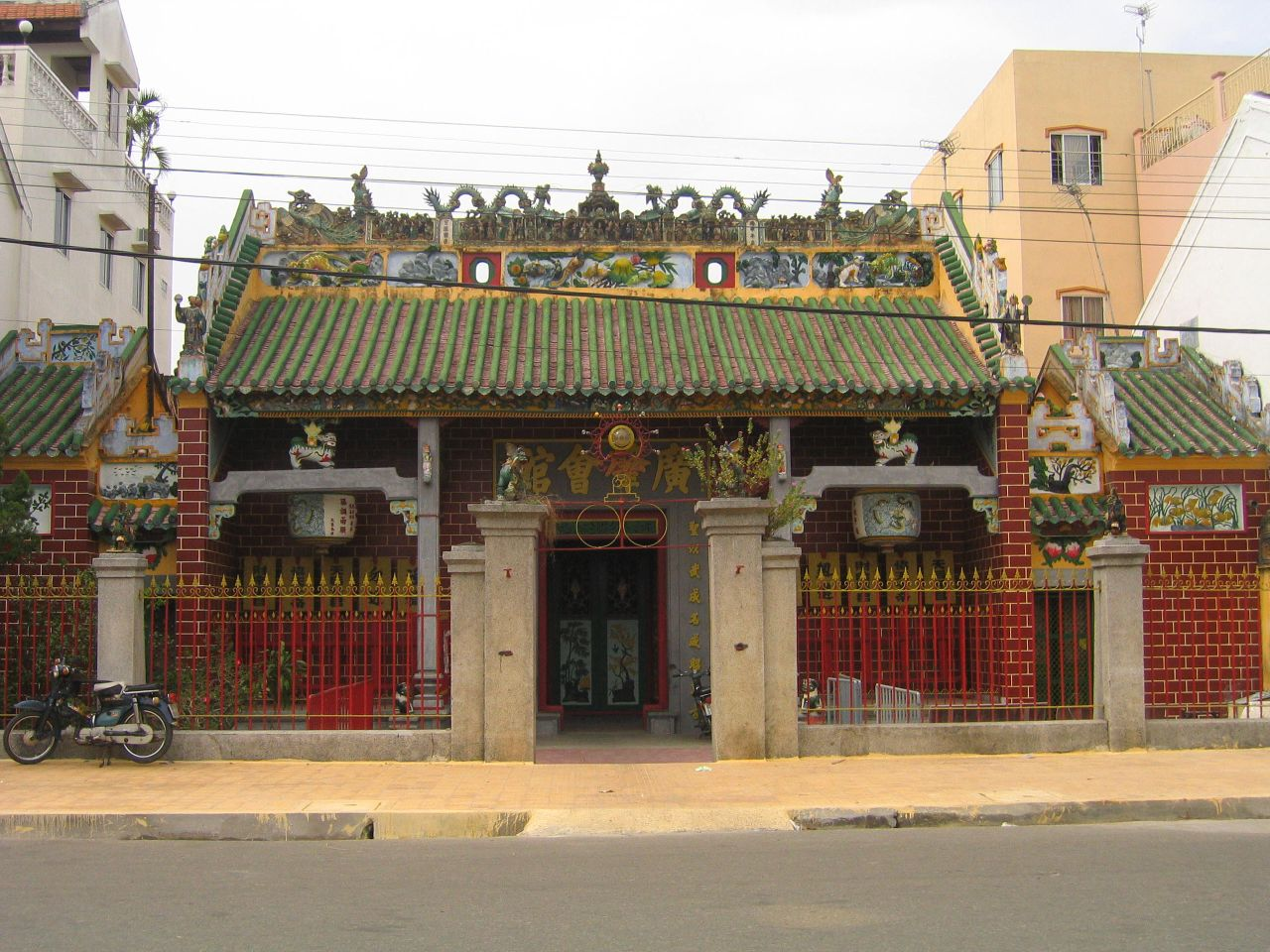
Chua Ong